# Temnora engis
Temnora engis là một loài bướm đêm thuộc họ Sphingidae. Loài này có ở Madagascar.
Nó gần giống loài Temnora murina, but the forewing upperside lacks the subapical dark spot on the outer margin, instead there là một small rounded spot set some way back from the outer margin. 

## Phân loài
- Temnora engis engis
- Temnora engis catalai Griveaud, 1959